# Gartneri
Gartneri er det jordbrugsfag, som beskæftiger sig med produktion af levende planter og grønsager. Der skelnes imellem følgende fagområder:
- Handelsgartneri (salg af grøntsager, snitblomster og potteplanter)
- Frilandsgartneri (produktion af grøntsager på friland)
- Planteskole (produktion af træer, buske og stauder)
- Plantehandel (salg af træer, buske, stauder og potteplanter)
- Væksthusgartneri (produktion af grøntsager, snitblomster og potteplanter)
- Frugtavl (produktion af frugter på friland)
- Anlægsgartneri (anlæggelse og pleje af parker og haver)

Satsningen på specialisering og masseproduktion (bulkvarer) for at kunne konkurrere på pris har sat hele erhvervet i en klemme: skal man specialisere, mekanisere og omstrukturere endnu en gang for at kunne nedsætte stykprisen på varerne, eller skal man satse på nicheproduktion og kvalitet til en højere pris?